# Johannes zum wiedererbauten Tempel

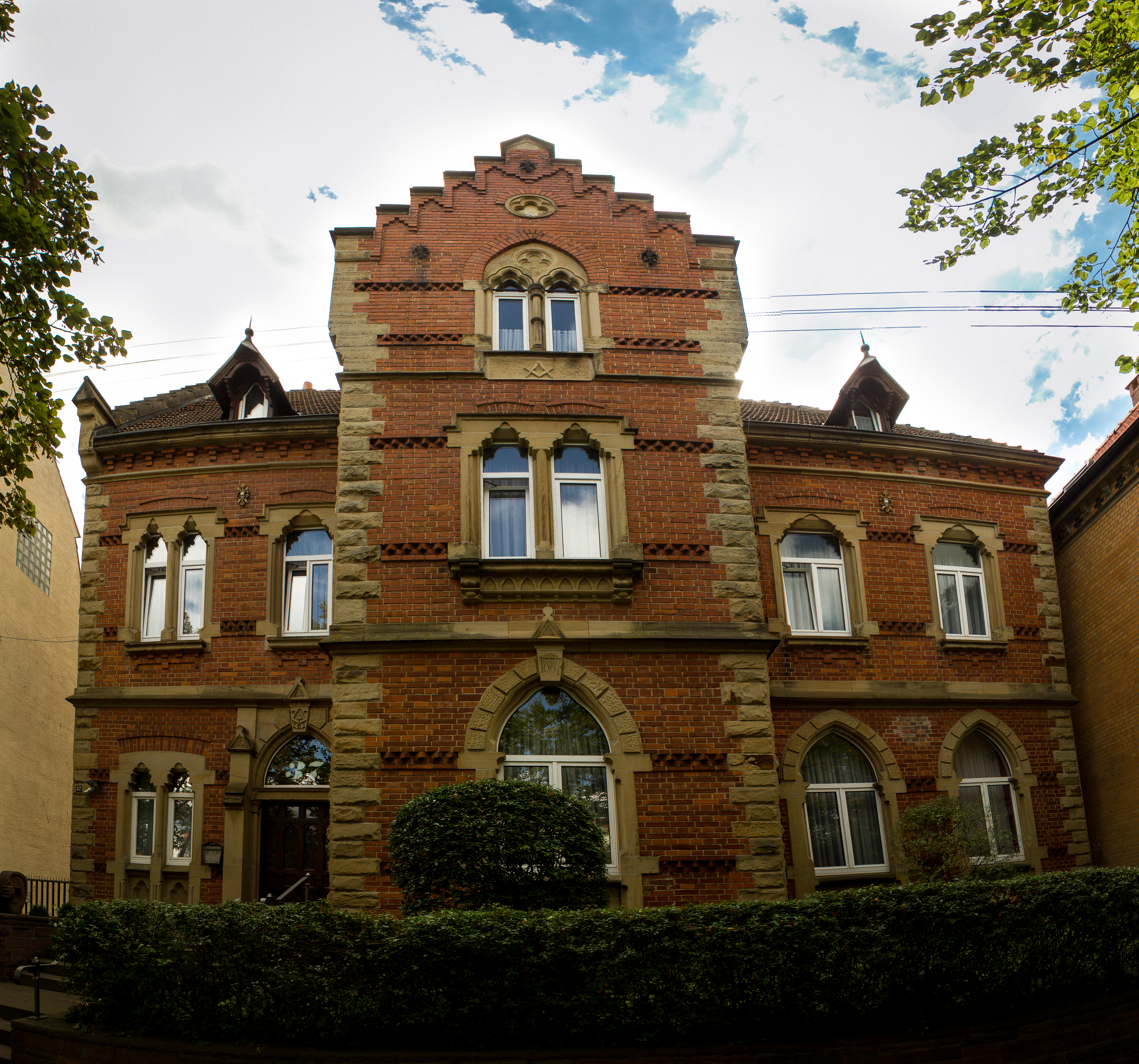
Haus Asperger Str. 37, Ludwigsburg, Versammlungsstätte der Freimaurerloge "Johannes zum wiedererbauten Tempel".

Die Loge Johannes zum wiedererbauten Tempel ist eine in Ludwigsburg ansässige Freimaurerloge. Das Logenhaus befindet sich in der Asperger Straße 37.

## Geschichte

### Logengründung
Die Loge wurde am 1. Juli 1855 in Bayreuth unter der Großloge Zur Sonne gegründete. 1887 begannen die Arbeiten am Logenhaus, die Ausführung der Maurer- und Steinhauerarbeiten übernahmen Mitglieder der Loge. 1888 wurde das Logenhaus feierlich eingeweiht, in diesem arbeitet die Loge mit Ausnahme der Zeit von 1933 bis 1946 seither. Im Jahre 2005 feierte die Loge ihr 150-jähriges Stiftungsfest.

### Zeit des Nationalsozialismus
Am 20. April 1933 wurde die Loge gewaltsam aufgelöst. 1935 ging das Logenhaus in den Besitz der Stadt Ludwigsburg über, die SA bezog das »Haus der Humanität« bis 1945.